# Pierre Forni
Pierre Forni (Parijs, 25 augustus 1949) is een Frans historicus, archeoloog en stripscenarist. 

## Carrière
Forni behaalde zijn master in oude geschiedenis en nam deel aan archeologische opgravingen. In 1973 trad hij in dienst van het Franse Ministerie van Cultuur inzake opgravingen en oudheden en in 1980 bij het nationale centrum voor cinematografie.
In 1981 was Forni een van de oprichters van de vereniging 'Clovis', die de doelstelling heeft om geschiedenis en strips te promoten. Oprichters waren historici, archeologen en striptekenaars. Binnen tien jaar hield de vereniging al een tiental tentoonstellingen.
Forni schreef voor bladen als Archéologia, Historama (geschiedenis), Vécu en A suivre (strips). La revue du cinema en Lumière (bioscooprecensies). Hij schreef al meer dan vijftien boeken en strips voor de jeugd zoals La vie privée des hommes: Au temps des royaumes barbares... (1984, getekend door Pierre Joubert), Etre Enfant à Rome en Au temps des druides (1994, getekend door Jean-Noël Rochut). 
In 1987 verzorgde hij samen met Jacques Martin het scenario voor het album De dooltocht van Alex (1) )(het verhaal Het zwarte beeld) in de reeks Alex, getekend door Jacques Martin en Christophe Simon.
In 2003 kwam Forni in dienst bij het Franse ministerie van Cultuur en Communicatie als adviseur onder meer verantwoordelijk voor de opvoeding van jongeren wat betreft cinema en audiovisuele zaken.
Verder publiceerde Forni de romans Moi Alexandre (in 1991 bij uitgeverij Casterman) en Les sortilèges d´Andrasta (in 2004 bij uitgeverij Max Milo).
- Bibliothèque nationale de France: cb12040758h (data)
- Système universitaire de documentation: 193724286
- Virtual International Authority File: 44146824842607631049